# Fort Sainte-Thérèse
Le fort Sainte-Thérèse est l'un des divers ouvrages défensifs de la Nouvelle-France érigés au XVIIe siècle le long de la rivière Richelieu. Le site est localisé à Carignan, en Montérégie dans la province de Québec.

## Emplacement
La confusion a longtemps régné quant à l'emplacement exact du fort Sainte-Thérèse. Cette ambivalence quant au site qu'occupait la fortification s'explique du fait que les divers documents cartographiques qui la situent sont contradictoires et que le fort a été abandonné dès la fin du XVIIIe siècle. Il a donc sombré dans l'oubli.
Un historien bien connu dans les régions du Haut-Richelieu et de la Vallée-du-Richelieu, Réal Fortin, a publié, en 2003, une étude très intéressante concernant l'emplacement exact du fort Sainte-Thérèse. En étudiant et reconstituant les chaînes des titres des lots de la Ville de Carignan, Fortin a pu conclure que le fort Sainte-Thérèse se situait bien à l'extrémité est de l'actuel lot 343 de la Ville de Carignan, sur la rive ouest du Richelieu. Il était sis au sud de la pointe du Portage (mieux connue sous le nom de l'île Fryer), presque en face de l'île Sainte-Marie.

## Histoire

### Premier fort (1665-1667)

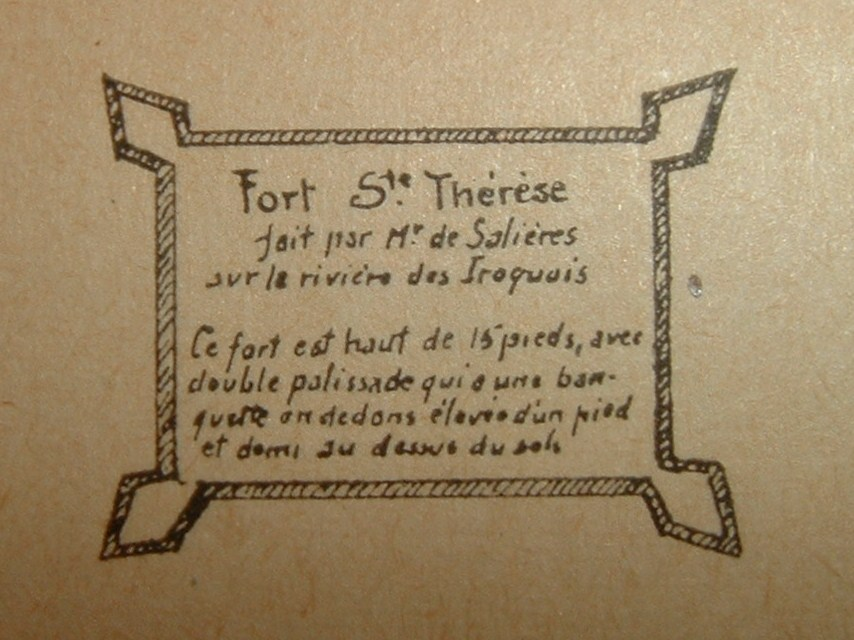
Plan du fort Sainte-Thérèse

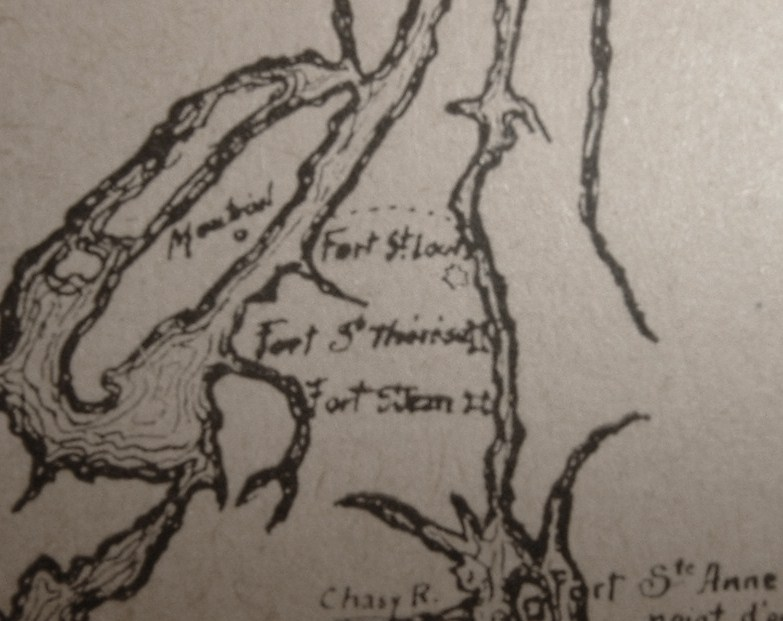
Carte montrant l'emplacement du Fort Sainte-Thérèse, 1666

La première fortification fut construite en octobre 1665 par Henri de Chastelard de Salières, sous commandement d'Alexandre de Prouville de Tracy, du régiment de Carignan-Salières auquel appartenait Balthazard Flotte de La Frédière, neveu du marquis de Salières. On termina de planter les palissades le 15 octobre, ce qui valut son nom à la fortification, ce jour marquant le fête liturgique de sainte Thérèse. Situé à l'extrémité des rapides de Sainte-Thérèse, l'emplacement du fort était stratégique. Il se trouvait par conséquent à la fin du portage commençant à Chambly. En amont et en aval de ces deux points, le Richelieu est navigable, du moins pour de petites embarcations. Le fort Sainte-Thérèse aurait été abandonné dès 1667. M. Fortin souligne, dans son ouvrage, que le fort aurait par la suite servi de repaire aux contrebandiers.

### Second fort (1747-1760)
En 1731, le gouverneur de la Nouvelle-France, par inquiétude du comportement des Iroquois et des colonies anglaises du sud, demanda à la population de reconstruire les forts de pieux le long du Richelieu. Cette opération se solda par l'érection des forts de la Pointe-à-la-Chevelure et Saint-Frédéric, tous deux près du lac Champlain. Dans les années qui suivirent, une route fut établie entre Chambly et l'ancien fort Sainte-Thérèse, puis entre Chambly et La Prairie. Bref, il s'agissait de s'assurer du ravitaillement des forts du lac Champlain. En 1741 et 1742, Clément Sabrevois de Bleury fit construire un hangar à bateaux à Sainte-Thérèse, lequel servait à entreposer les embarcations du roi. Sous la menace anglaise qui pesait de plus en plus au sud, on affecta le lieutenant de Vassant à la construction d'un nouveau fort à Sainte-Thérèse en 1747, où l'on posta quelques garnisons. Le fort devait être abandonné l'année suivante, au profit du Fort Saint-Jean, plus au sud. Cependant, ce qui restait du vieux fort Sainte-Thérèse fut réutilisé pour stocker de la marchandise lors de l'invasion britannique (1756-1759), avant que le hameau dans son entier ne soit brûlé par le major Robert Rogers et ses hommes en 1760.

### Troisième fort (1760)
À la suite de l'abandon des forts du lac Champlain, dans le contexte de l'invasion anglaise, les Français postèrent des soldats au fort Sainte-Thérèse durant l'été de 1760. En septembre, le fort avait déjà été brûlé et abandonné par les Français, à la suite de leur défaite au fort de l'île aux Noix. Les Anglais en prirent possession et aménagèrent des tranchées tout autour. L'emplacement servit de camp de ralliement aux troupes anglaises avant l'invasion et la reddition du fort Chambly, le 4 septembre 1760.

## Sainte-Thérèse, poste anglais
Par la suite, le hameau qui s'était progressivement bâti à proximité des vieilles fortifications françaises devint un poste anglais. Les troupes améliorèrent la route entre Sainte-Thérèse et Chambly, et la prolongèrent ensuite jusqu'à Saint-Jean (1776), dans le contexte de la révolution américaine. Les fortifications, cependant, étaient en ruines et eurent tôt fait de sombrer dans l'oubli.

## Aujourd'hui
Jusqu'à récemment, la position exacte du fort est demeurée inconnue. On retrouve ses traces en 2007, sur une photo aérienne datant de 1938. Des fouilles archéologiques effectuées en 2008 et 2009 ont confirmé l’endroit où il se situait.